# ユー・ガット・ミー・ロッキング
「ユー・ガット・ミー・ロッキング」(You Got Me Rocking)は、ローリング・ストーンズの楽曲。

## 解説
1994年7月発売のアルバム『ヴードゥー・ラウンジ』に収録され、同年9月26日にシングルカットされた。B面はアルバム未収録の「ジャンプ・オン・トップ・オブ・ミー」。なお、「ジャンプ・オン・トップ・オブ・ミー」はロバート・アルトマンの映画『プレタポルテ』（1994年）のサウンドトラックとして使用されている。
全英シングルチャートの23位を記録した。
1998年発売のライブ・アルバム『ノー・セキュリティ』にライブ・バージョンが収録されている。